# Yūrei
Pour le film, voir Yūrei (film).
 (novembre 2023).
Si vous disposez d'ouvrages ou d'articles de référence ou si vous connaissez des sites web de qualité traitant du thème abordé ici, merci de compléter l'article en donnant les références utiles à sa vérifiabilité et en les liant à la section « Notes et références ».
Un yūrei (幽霊, « fantôme ») est, dans les croyances populaires japonaises, l'esprit d'une personne ayant quitté son enveloppe charnelle (nikutai) à sa mort mais n'étant pas monté au paradis car ayant laissé sur Terre des chagrins, des colères, ou des regrets. Elle peut apparaitre aux personnes touchées par le sort.
Ils fleurissent depuis des temps anciens dans les contes fantastiques (kaidan, d'où le film Kwaidan). Aujourd'hui encore, qu'il s'agisse d'œuvres de fiction tels les romans, les contes, ou le théâtre, les yūrei sont très productifs. Le terme yūrei englobe aussi les revenants.
Le jour des fantômes (幽霊の日, yūrei no hi) est célébré le 26 juillet de chaque année. C'est en effet le 26 juillet 1825 qu'eut lieu au petit théâtre de Nakamura-za la première représentation de la pièce Tokkaidō yotsuya kaidan, une des plus célèbres histoires de fantôme de l'archipel.
Les yûrei sont souvent représentés avec des longs cheveux noirs, une longue robe blanche et n’ont pas de pieds.

## Caractéristiques
Au Japon, l'image d'« une femme à la chevelure désordonnée sous un Hitaikakushi (un capuchon triangulaire), dans une robe flottante sans pieds », correspond parfaitement à la description archétypale du yūrei, omniprésente au théâtre ou dans les maisons hantées. Ce yūrei typiquement japonais a servi de matériel à l’ukiyo-e, qui en a fixé la forme. On dit de ceux morts au combat qu'ils ne se transforment pas mais qu'à l'instar des soldats tombés dans le Heike monogatari ou des morts lors de grandes batailles, beaucoup de ces yūrei conservent l'apparence du moment de leur mort. En revanche, la plupart des yūrei des autres pays sont dotés de jambes.

### L'absence de jambes
Dans l'imaginaire collectif, le premier à avoir dépeint ces yūrei fut Maruyama Ōkyo mais, en pratique, avant la naissance de Maruyama, une gravure d'un livret de jōruri, intitulée Kazaninkisakiarasohi, datée de 1673, montre un yūrei dépourvu de jambes. Il s'agit de la plus vieille illustration connue d'un yūrei de ce type, aussi le concept de yūrei évoque-t-il depuis ce temps l'absence de jambes. La représentation picturale de ces yūrei par Maruyama, fameuse depuis l'époque d'Edo, a exercé une grande influence sur les artistes postérieurs.

### Lehitaikakushi
Un hitaikakushi (額隠) est le morceau de papier blanc ou le chiffon triangulaire porté sur la tête par les yūrei.

## Dans la culture populaire
Le yūrei, sous la forme de l’onryō, a gagné une certaine visibilité dans les pays occidentaux avec l’arrivée de la J-Horror au tournant de l’an 2000, avec notamment Sadako Yamamura (Ring) et Kayako Saeki (Ju-on). Dans le film franco-japonais Yūrei (2024) d'Eric Khoo, Catherine Deneuve incarne un fantôme.